# Jules Soulan
Pas d'image ? Cliquez ici

a Compétitions nationales et continentales officielles uniquement.

Dernière mise à jour le 19 octobre 2022.
Jules Soulan, né le 16 juin 1994 à L'Isle-d'Espagnac, est un joueur français de rugby à XV jouant au poste de demi d'ouverture.

## Biographie
Formé au Soyaux Angoulême XV puis au SU Agen, il dispute son premier match professionnel avec le club agenais.
Il évolue par la suite avec le Stade dijonnais puis au Colomiers rugby. En 2021, il rejoint Oyonnax rugby.
Durant la saison 2022-2023, Jules Soulan est l'ouvreur titulaire de son club. Il joue 23 matchs dont 17 en tant que titulaire, inscrivant 216 points dont 5 essais. Cette saison, Oyonnax termine à la première place de la phase régulière de Pro D2 et se qualifie jusqu'en finale où il affronte Grenoble. Pour ce match, il est titulaire et transforme un essai. Oyonnax s'impose 14 à 3, devient champion de Pro D2 et remonte en Top 14.

## Palmarès
- Oyonnax rugby
  - Vainqueur du Championnat de France de Pro D2 en 2023